# Evelyn Beaton
Evelyn Beaton (7 de noviembre de 2004) es una deportista canadiense que compite en judo. Ganó una medalla de oro en el Campeonato Panamericano de Judo de 2025, en la categoría de –52 kg.

## Palmarés internacional
| Campeonato Panamericano | Campeonato Panamericano | Campeonato Panamericano | Campeonato Panamericano |
| Año                     | Lugar                   | Medalla                 | Categoría               |
| ----------------------- | ----------------------- | ----------------------- | ----------------------- |
| 2025                    | Santiago (Chile)        | Medalla de oro          | –52 kg                  |